# Elfi Zinn
Elfi Zinn, född den 24 augusti 1953 i Rathebur, Tyskland, är en amerikansk friidrottare inom medeldistanslöpning.
Han tog OS-brons på 800 meter vid friidrottstävlingarna 1976 i Montréal. 